# С-220
С-220 — одна из панельных типовых серий жилых домов из изолированных блок-секций, разработанная ООО «Руспроект», входящим в S.Holding. Годы строительства — с 2006 по настоящее время[какое?]. Строится в Москве и Московской области.

## Описание
Серия возводится из изолированных блок-секций разной этажности. Секции С-220/9 имеют этажность от 5 до 9 этажей, а секции 220/17, соответственно, от 10 до 17 этажей. Также секции могут различаться площадью квартир: добавление к названии серии одой из букв "м" (малые), "ср" (средние) или "б" (большие) говорит о площади квартир в данной секции.
Иными словами, в домах данной серии предусмотрены варианты строительства с различными секциями – стандартной и улучшенной планировки, то есть одна часть домов может отводиться для муниципального жилья, а другая приходиться на коммерческое жилье. Буквы "Р", "Т" и "ТП" в шифре секции обозначает её тип по форме и расположению, то есть "рядовая", "торцевая" и "торцевые поворотные", соответственно.
Технология строительства домов данной серии, по словам S.Holding (разработавших эту серию), позволяет возвести рядом со строительной площадкой мобильный завод железобетонных изделий модульного типа, на котором могут производиться 100% комплектующих данной серии. Это существенно уменьшает затраты на производство и доставку строительных изделий.
Здание спроектировано по стеновой конструктивной схеме, то есть несущими являются внутренние поперечные и продольные стены, выполненные из сборных железобетонных панелей. Шаг  поперечных несущих стен составляет 3,0;3,6 и 4,2м., то есть для панельного домостроения является довольно большим. Наружные продольные стены выполняются двухслойными: внутренний слой- блоки из ячеистого бетона, а наружный- облицовочный кирпич на цементно-песчаном растворе. Торцевые наружные стены выполняются трёхслойными: сборные железобетонные панели, утепленные снаружи минераловатными плитами и облицованные керамическим кирпичом на ц.п. растворе.  Наружные стены возводятся с поэтажным опиранием на плиты перекрытий. Возведение наружных стен из мелкоштучных элементов увеличивает трудозатраты, время и стоимость их возведения, но зато обеспечивает отличную теплоизоляцию и позволяет избежать межпанельных стыков, тем самым значительно увеличив срок эксплуатации здания, который, по словам проектировщиков, составляет 100-150 лет. Плиты перекрытий представляют собой крупноразмерные железобетонные плиты и опираются на внутренние несущие стены. Высота потолков в данной серии составляет 2,75м.
К достоинствам здания помимо вышеописанных также следует отнести: большие площади квартир (особенно для панельного домостроения); все жилые комнаты выполнены изолированными (то есть имеют отдельный вход из коридора); сеймостойкость серии (по проектным расчетом выдерживает землетрясения до 8 баллов); антикоррозийная защита закладных деталей в панелях.
К недостатку серии следует отнести тот факт, что, как и все панельные дома, внутри квартир расположено много несущих стен, которые не позволяют выполнять значительные изменения планировки квартир.
Первый этаж данной серии запроектирован нежилым. Проектные решения позволяют возводить дома данной серии с двумя этажами подземной парковки. Здание спроектировано с учётом защиты от прогрессивного разрушения. В здании предусмотрены техподполье и технический этаж, которые используются для коммуникаций.

## Основные характеристики
| Количество секций (подъездов) | от 2 |
| Этажность                     | 5-25, наиболее распространенные варианты – 18, 24. Первый этаж, как правило, нежилой                                                   |
| Высота потолков               | 2.75 |
| Лифты                         | пассажирский и грузопассажирский, в секциях до 9 этажей – 1 грузопассажирский, выше 17 этажей – 3 (пассажирский и 2 грузопассажирских) |
| Балконы                       | есть во всех квартирах, остекляются застройщиком, в секциях 16 этажей и выше – сплошное витражное остекление                           |
| Количество квартир на этаже   | 3-4 |
| Перспектива сноса             | Сносу не подлежат |

## Площади квартир
| Комнатность          | Общая, м² | Жилая, м² | Кухня, м² |
| 1-комнатная квартира | 33-53     | 17-25     | 8.5-13.2  |
| 2-комнатная квартира | 54-75     | 28-44     | 8.5-13.2  |
| 3-комнатная квартира | 69-103    | 41-59     | 11-15     |
| 4-комнатная квартира | 91-133    | 58-77     | 11-15     |

## Строительные конструкции
| Лестницы                 | Сборные железобетонные, незадымляемые, с выходом на общий балкон |
| Мусоропровод             | С загрузочным клапаном на каждом этаже |
| Вентиляция               | Естественная вытяжная вентиляция в санузлах и кухнях |
| Наружные стены           | Продольные двухслойные из блоков ячеистого бетона и облицовочного кирпича; торцевые трёхслойные из железобетонных панелей, утепленных минераловатными плитами и облицованных керамическим кирпичом; общая толщина наружных стен- 60-65 см. |
| Внутренние стены         | Сборные железобетонные панели толщиной 16-20 см. |
| Межкомнатные перегородки | Выполнены из кирпича или пазогребневых плит |
| Междуэтажныеперекрытия   | Крупноразмерные железобетонные плиты толщиной 14-16 см. с опиранием на внутренние несущие стены |
| Несущие стены            | Поперечные и продольные внутренние стены из сборных железобетонных панелей |
| Тип кровли               | Плоская с внутренним водостоком, выполнена из сборных железобетонных панелей с жестким мин.ватным утеплителем, насыпным керамзитом по уклону, цементной стяжкой и рулонным покрытием                                                       |

## Примечание
1. ↑  Н.П. Вильчик. КСтр-во и эксплуатация зданий и сооружений. — М.: ИНФРА-М, 2007.